# Stanwood (Washington)
Stanwood az Amerikai Egyesült Államok északnyugati részén, Washington állam Snohomish megyéjében elhelyezkedő város. A 2010. évi népszámlálási adatok alapján 6231 lakosa van.

## Történet
A térség első lakói a stillaguamish indiánok voltak; a 250 fős populáció Sŭl-gwähs' településen élt. George O. és G. L. Wilson 1851-ben fedezte fel a környék gazdasági potenciálját.
Robert Fulton 1866-ban alapította meg Centerville kereskedőhelyet. A postahivatal 1870-ben nyílt meg, majd három év múlva Centerville-t a Stillaguamish folyó déli partjáról az északira költöztették. 1877-ben a hatodik postavezető, Daniel O. Pearson a települést felesége, Clara lánykori nevére (Stanwood) keresztelte át. Pearson boltot és kikötőt is létesített.
Miután a környék fáit kivágták, gazdálkodók telepedtek le. Az evangélikus templom 1876-os megnyitásával skandináv bevándorlók érkeztek. A település hivatalos létrejöttét 1889-ben jegyezték fel; ezzel együtt Pearson és W. R. Stockbridge városi rangért folyamodott, melyet elutasítottak. 1892. június 2-án a templom és 13 más épület leégett; a kereskedelmi létesítmények többségét és a település alkoholkészletét a Good Templar-rend mentette meg. A század végére a városban újság, konzervgyár, lóversenypálya, tejüzem és zsindelygár is működött. Stanwood a 74–16 arányú népszavazást követően 1903. október 19-én kapott városi rangot. A Stillaguamish folyó szabályozása miatt a kikötőben a víz túl sekéllyé vált, a rendszeres áradások pedig megrongálták a gátakat.
A Seattle and Montana Railroad vasútvonala (később a Great Northern Railway része lett) 1891-ben érte el a térséget, azonban az árvízveszély miatt az állomás Stanwoodtól 1,6 km-re keletre nyílt meg. Számos vállalkozás az állomás mellé költözött, azonban helyi kereskedők bojkottálták a vasutat, és 1893-ban gőzhajót vásároltak. A City of Stanwood a következő évben leégett.
A stanwoodi vasútállomás és a belváros között kiépített Hall and Hall Railway 1904 és 1938 között üzemelt. 1906-ban a vasútállomás körül létrejött a kereskedelmi kamara által igazgatott East Stanwood, amely 1922. február 7-én kapott városi rangot. A két település egymástól függetlenül működött,a tankerületek azonban 1944-ben egyesültek.  Az 1950-es években a két város közötti rivalizáció csökkent, így 1950. április 8-án népszavazást tartottak az egyesülésről, melyet Stanwood lakosai támogattak, az East Stanwood-iak viszont nem. Később az állam megkövetelte a csatornázás kiépítését; mivel ez túl nagy terhet rótt volna a településekre, 1960. március 8-án újra szavaztak az egyesülésről, melyet ekkor már az East Stanwood-i lakosok is támogatottak. Az összevonást követően Stanwoodnak 520 ezer dolláros támogatást ítéltek meg a csatornahálózat kiépítésére.
Az 1980-as években a középiskola új épülete mentén kereskedelmi központ kialakításába kezdtek. A WA-532 mentén fekvő 22 hektáros farmot bevásárlóközponttá építették át; az 1955-ben megnyílt plázában mozi és játékterem, valamint irodák is voltak. Egy későbbi átalakítás során a létesítményt lakásokkal egészítették ki, környezetét pedig felparcellázták. A 2000-es évek elején a telkeket a lakók tiltakozása ellenére a városba olvasztották. 2005-ben a Walmart új üzletet nyitott volna, azonban a belvárosi boltok érdekére hivatkozva erre nem került sor.

## Éghajlat
| Hónap                         | Jan.  | Feb.  | Már.  | Ápr. | Máj. | Jún. | Júl. | Aug. | Szep. | Okt. | Nov.  | Dec.  | Év    |
| ----------------------------- | ----- | ----- | ----- | ---- | ---- | ---- | ---- | ---- | ----- | ---- | ----- | ----- | ----- |
| Rekord max. hőmérséklet (°C)  | 18,3  | 20,6  | 25,6  | 27,2 | 30,0 | 32,8 | 35,6 | 36,7 | 32,8  | 26,1 | 20,0  | 21,1  | 36,7  |
| Átlagos max. hőmérséklet (°C) | 8,3   | 10,0  | 12,2  | 15,0 | 17,8 | 20,0 | 22,8 | 23,3 | 20,6  | 15,0 | 10,6  | 7,8   | 15,3  |
| Átlagos min. hőmérséklet (°C) | 2,8   | 2,2   | 3,9   | 5,6  | 7,8  | 10,0 | 11,1 | 11,1 | 9,4   | 6,7  | 3,9   | 1,7   | 6,4   |
| Rekord min. hőmérséklet (°C)  | −16,1 | −15,0 | −18,0 | −3,9 | −2,2 | 1,7  | 4,4  | 3,3  | −1,7  | −6,7 | −14,4 | −17,2 | −18,0 |
| Átl. csapadékmennyiség (mm)   | 64    | 44    | 48    | 42   | 46   | 34   | 22   | 20   | 32    | 50   | 80    | 64    | 546   |
| Forrás: The Weather Channel   |       |       |       |      |      |      |      |      |       |      |       |       |       |

## Népesség
A 2010-es népszámláláskor a városnak 6231 lakója, 2388 háztartása és 1541 családja volt. A népsűrűség 821 fő/km2. A lakóegységek száma 2584, sűrűségük 340,5 db/km2. A lakosok 89,7%-a fehér, 1%-a afroamerikai, 0,5%-a indián, 1,7%-a ázsiai, 0,3%-a a Csendes-óceáni szigetekről származik, 2,6%-a egyéb, 3,9%-a pedig kettő vagy több etnikumú. A spanyol vagy latino származásúak aránya 7% (   )
A háztartások 38%-ában élt 18 évnél fiatalabb. 47,7% házas, 12,1% egyedülálló nő, 4,7% egyedülálló férfi, 35,5% pedig nem család. 29,6% egyedül élt; 16,2%-uk 65 éves vagy idősebb. Egy háztartásban átlagosan 2,55 személy élt; a családok átlagmérete 3,18 fő.
A medián életkor 35,9 év volt. A város lakóinak 28,1%-a 18 évesnél fiatalabb, 8% 18 és 24 év közötti, 27,2%-uk 25 és 44 év közötti, 21,3%-uk 45 és 64 év közötti, 15,3%-uk pedig 65 éves vagy idősebb. A lakosok 47,3%-a férfi, 52,7%-a pedig nő.

## Gazdaság
2015-ben az aktív korúak száma 4644 fő volt, a munkanélküliség pedig 4,1 százalék. A legtöbben az oktatásban és egészségügyben (24,1%), a gyártóiparban (17,5%), a kereskedelemben (13,3%), valamint a szórakoztatóiparban és éttermekben (11,2%) dolgoznak. A 2020-as adatok szerint a lakosság 83,6%-a saját gépjárművel, 9,8%-a telekocsival, 2,1%-a pedig tömegközlekedéssel jut el munkahelyére; 1,6% gyalogol, míg 0,6% otthonról dolgozik.
A legnagyobb foglalkoztatók a Stanwood–Camanói Tankerület (505 munkahely) és a Josephine Sunset Home (303 munkahely). A mirelitételek előállításával foglalkozó Twin City Foods üzeme 2017-ben zárt be. A gyár 1996. április 28-án leégett; a tűz 50 millió dollár anyagi kárt okozott és 111-en vesztették el állásukat. Az üzem 1997 júliusában nyitott meg újra.

## Közigazgatás
A polgármestert és a hét képviselőt négy évre választják. A városháza 1939-ben épült; az 1960-as években és 2013-ban felújításokon esett át, azonban kis alapterülete miatt nem alkalmas feladatainak ellátására.
A városháza 2018-ban 28 embert alkalmazott. A költségvetést féléves időszakokra fogadják el; a teljes éves kiadások 16,2 millió dollárt tettek ki. A közbiztonságért a megyei seriff hivatala felel.

## Kultúra
A térség ipartestülete tavasszal és nyáron művészeti kiállításokat rendez. A Pilchuck üvegművészeti iskolát 1971-ben alapították a Dale Chihuly vezette üvegfúvók.
Az önkormányzat és a közösségi szervezetek számos rendezvényt szerveznek. Februárban kincsvadászatot és a sarki lúd vándorlását figyelő programot, nyaranta pedig koncerteket rendeznek. A termelői piac a június és október közötti péntekeken tart nyitva. A Community Fair és a Harvest Jubilee a térség mezőgazdasági hagyományait mutatja be. A haszonállatokról szóló Community Fair évente 12 ezer látogatót vonz. A 2007 óta megrendezett Harvest Jubilee-n a helyi farmokat mutatják be.

## Parkok
Stanwood nyolc parkja 35 hektáron terül el. A 18 hektáros Heritage Park a tankerülettel közös területen fekszik; itt sportpályák, kutyafuttató és gördeszkapark is találhatóak.
2014-ben a város a Hamilton fafeldolgozó és az Ovenell tejcsarnok átalakításába kezdett. A Hamilton kéményét a karácsonyi időszakban kivilágítják. Az Ovenell területén fekvő pajtát 2017-ben egy tűzoltósági gyakorlat keretében felgyújtották; helyén demonstrációs célokat szolgáló gazdaság épül.

## Oktatás

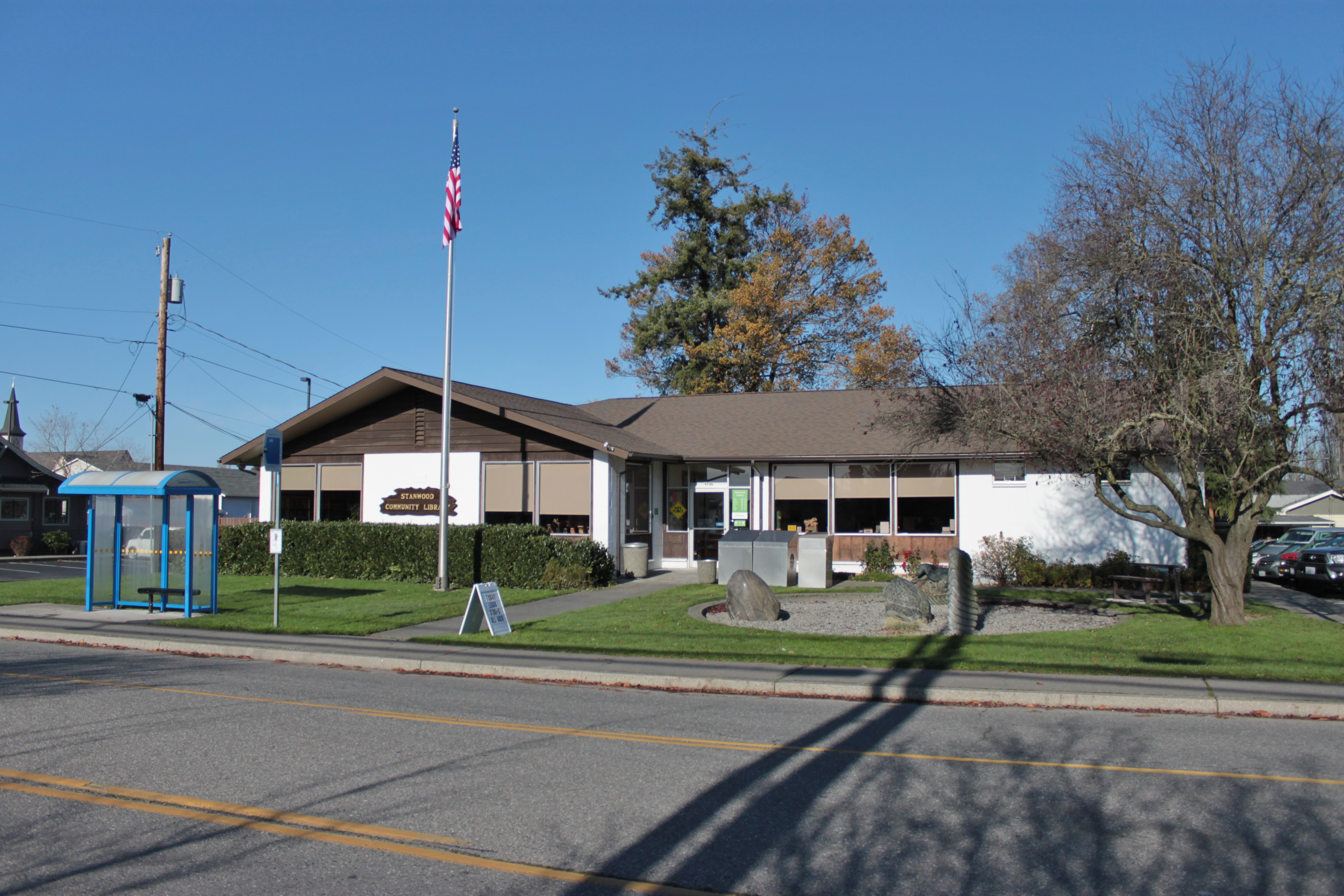
A városi könyvtár

A város iskoláit a Stanwood–Camanói Tankerület tartja fenn. A tizenegy intézménynek 2014-ben 4554 diákja volt. A középiskola új épületének kivitelezése 2018-ban kezdődött.
2006-ban az Interstate 5 mentén új egyetem megnyitását tervezték, azonban a projektet 2008-ban leállították.
Az 500 négyzetméteres közkönyvtár fenntartója a Sno-Isle Libraries. Az 1922-ben megnyílt intézményt 1970-ben új helyre költöztették, melyet 1986-ban felújítottak.

## Infrastruktúra

### Egészségügy
A városban kettő orvosi rendelő található; egyiket az Optum, míg másikat a Skagit Valley Health üzemelteti. A stanwoodi kórházat 1943-ban bezárták; 1950-ben tervezték egy új intézmény megnyitását, azonban erre nem került sor.

### Közlekedés
Stanwood az I-5, valamint a WA-532 mentén fekszik.
A város tömegközlekedését a Community Transit és az Island Transit biztosítja; előbbi Warm Beach és Everett, utóbbi pedig a Camano-sziget és Mount Vernon felé közlekedtet járatokat.
A település vasúton az Amtrak Cascades járattal közelíthető meg. A vasútállomás az 1971-es bezárást követően 2009. november 21-én nyílt újra.

### Közművek
Az elektromos áramot a megyei közműszolgáltató, míg a földgázt a Cascade Natural Gas biztosítja. Telekommunikációs szolgáltatásokat a Frontier és a Wave Broadband nyújt.
Az ivóvizet a város kutakból biztosítja, melyek vize egy föld alatti tisztítóból származik. A szennyvíztisztítást az 1963-ban, illetve 2004-ben megnyílt telepeken végzik. A hulladékszállításért és az újrahasznosításért a Waste Management felel.

## Média
A város hetilapja a Stanwood Camano News, amely az 1893-ban alapított Stanwood Tidings (később Twin City News) utódja. A kiadvány 2015-ben a Pioneer Media Group tulajdonába került; ekkor hetente 2200 példányban jelent meg.

## Nevezetes személyek és csoportok
- Bundle of Hiss, grunge rock együttes[93]
- Eugene H. Peterson, író és lelkész[94]
- Fanny Cory, képregényrajzoló[95]
- Francesca Woodman, fotóművész[96]
- Nels Bruseth, erdész és festő[97]
- Sarah Jones, evezős[98]
- T. J. Oshie, jégkorongozó[99]
- Ted Richards, amerikaifutball-játékos[100]
- Zakarias Toftezen, telepes[101]
- Zoë Marieh Urness, fotóművész[102]

## Fordítás
- Ez a szócikk részben vagy egészben  a   Stanwood, Washington című angol Wikipédia-szócikk ezen változatának fordításán alapul.  Az eredeti cikk szerkesztőit annak laptörténete sorolja fel. Ez a jelzés csupán a megfogalmazás eredetét és a szerzői jogokat jelzi, nem szolgál a cikkben szereplő információk forrásmegjelöléseként.